# 玛西亚·卢卡斯
玛西亚·卢卡斯（Marcia Lucas，1945年—）是美国的电影剪辑师。1974年，卢卡斯和Verna Fields因《美国风情画》获奥斯卡最佳剪辑奖提名。她曾任《出租车司机》（1976）剪辑监督。卢卡斯因《星際大戰》获得了1977年奥斯卡最佳剪辑奖。